# Борнеоская серая акула
Борнеоская серая акула (лат. Carcharhinus borneensis) — вид акул рода серых акул семейства Carcharhinidae. Встречается крайне редко, в настоящее время известно, что он обитает только в прибрежных водах области Муках на северо-западе острова Борнео, хотя в прошлом, вероятно, был распространен шире.
Это маленькая серая акула, достигающая 65 см в длину. Борнеоская акула — единственный вид из рода серых акул, имеющий ряд расширенных пор над углами рта. У неё тонкий корпус и длинное заостренное рыло, низкий второй спинной плавник находится позади основания анального плавника.
О биологии борнеоских акул почти ничего не известно. Подобно прочим серым акулам, этот вид является живородящим, в помете 6 акулят. Международный союз охраны природы (IUCN) присвоил борнеоской акуле статус «Вымирающие виды» (EN). Серьезные опасения вызывает тот факт, что данный вид крайне немногочислен и обитает в зонах интенсивного рыболовства.

## Таксономия
Голландский ихтиолог Питер Блекер описал борнеоскую акулу как Carcharias (Prionodon) borneensis в 1858 году, в номере научного журнала «Acta Societatis Regiae Scientiarum Indo-Neêrlandicae». Его доклад основывался на изучении новорожденного самца размером 24 см, пойманном в недалеко от г. Сингкаванга на западе Борнео. Позже ученые отнесли этот вид к роду Carcharhinus. До недавнего времени было доподлинно известно лишь о пяти образцах борнеоской акулы, все они были пойманы до 1937 года и являлись неполовозрелыми. В апреле и мае 2004 года в ходе комплексного исследования рыбных ресурсов штатов Сабах и Саравак сотрудники Малайзийского Университета Сабах описали ряд дополнительных образцов.
Эволюционные связи борнеоской акулы остаются неясными. Джек Гаррик в морфологическом исследовании 1982 года не сблизил её ни с одним видом рода серых акул. Леонард Компаньо в 1988 году с осторожностью сгруппировал этот вид с Carcharhinus porosus, серой акулой Сейла (Carcharhinus sealei), Carcharhinus sorrah, Carcharhinus fitzroyensis, коромандельской акулой (Carcharhinus dussumieri), индийской ночной акулой (Carcharhinus macloti) и индокитайской ночной акулой (Carcharhinus hemiodon) Борнеоская акула расширенными порами вокруг рта напоминает представителей рода длиннорылых акул (Rhizoprionodon). Тем не менее, другие аспекты морфологии этого вида позволяют уверенно отнести её к роду Carcharhinus.

## Описание
У борнеоской акулы тонкое туловище, заостренный нос и косые, щелевидные ноздри, перед которыми расположены сосковидные складки кожи. Глаза, довольно большие и круглые, оснащены защитной мигательной перепонкой. Рот крупный, по углам расположены короткие нечеткие борозды, а над ними — ряд расширенных пор, которых нет у всех остальных видов рода серых акул. На верхней челюсти 25—26, а на нижней — 23—25 зубных рядов. У верхних зубов имеется одиночный узкий кончик с сильно зазубренными краями и большими зубчиками на задней стороне. Нижние зубы похожи на верхние, но они тоньше и покрывающие их края зубцы мельче. Пять пар коротких жаберных щелей.
Грудные плавники короткие, заостренные и серповидные, брюшные плавники небольшие, треугольной формы, с почти прямым задним краем. Первый спинной плавник довольно высок, имеет треугольную форму с тупой вершиной, на каудальном краю ближе к основанию имеется выемка; основание первого спинного плавника лежит у незакрепленного заднего края грудных плавников. Второй спинной плавник маленький и низкий, его основание лежит в середине основания анального плавника. Гребень между спинными плавниками отсутствует. На хвостовом стебле в начале верхней хвостовой лопасти имеется глубокая выемка в форме полумесяца. Хвостовой плавник асимметричный, нижняя лопасть хорошо развита, верхняя — узкая, с заметной вентральной выемкой у кончика. Чешуйки мелкие и перекрывают друг друга, каждая чешуйка покрыта тремя горизонтальными выступами, оканчивающимися зубцами. Окрас спины синевато-серый, кончики спинных плавников и верхней лопасти хвостового плавника темнее, некоторые особи покрыты неровными рядами маленьких, белых пятен. Нижняя сторона белая, белый цвет захватывает и бока. Края грудных, брюшных и анальных плавников имеют светлую окантовку. Максимальный зафиксированный размер борнеоской акулы составляет 65 см.

## Ареал
Все последние образцы борнеоской акулы были собраны исключительно за счет рыболовства в районе Муках в штате Саравак, несмотря на тщательное обследование всей остальной акватории вокруг острова Борнео. Таким образом, ареал этого вида ограничивается прибрежным мелководьем на северо-западе острова Борнео. Из пяти ранних образцов четыре были пойманы на Борнео и один на острове Чжоушань в Китае, что дает основание предполагать более широкий ареал в прошлом. В 1895 особь этого вида была зафиксирована в Боронгане на Филиппинах в 1895 году, а в 1933 году — на о.Ява, но эти данные никак не подтверждены.

## Биология
Вероятно, основной пищей борнеоских акул являются костистые рыбы. Подобно другим представителям рода серых акул, они являются живородящими. После того, как эмбрион исчерпывает запас желтка, пустой желточный мешок превращается в плацентарное соединение, через которое мать обеспечивает питание зародыша. В помете 6 новорождённых длиной 24—28 см. По имеющимся данным можно предположить, что у самцов половая зрелость наступает при достижении длины 55—58 см, а у самок 61—65 см 

## Взаимодействие с человеком
Международный союз охраны природы (IUCN) присвоил борнеоской акуле охранный статус «Вымирающие виды» на основании данных 2005 года, которые не включают последние образцы из Мукаха. Статус сохранения популяции остается нестабильным, поскольку ареал данных акул очень ограничен и в этой зоне ведется интенсивное рыболовство.